# Heraclea Sintică
Heraclea Sintică (în latină Heraclea Sintica) a fost un oraș grecesc din estul Traciei, Macedonia, la sud de Struma, pe locul actualului sat bulgăresc Rupite, din Obștina Petrici, identificat inițial prin descoperirea unor monede bătute în oraș.
Confirmarea că este Heraclea a venit în martie 2002, atunci când în apropiere de satul Rupite, a fost găsită o stelă de marmură, care poartă o inscripție în limba latină, compusă din 24 de linii cu textul unei scrisori, din anul 308, care fusese trimisă de împăratul Galerius notabilităților orașului Heraclea.
În anul 350 Heraclea Sintică a fost locul unde ambasadorii uzurpatorului Magnențiu l-au întâlnit pe împăratul Constanțiu al II-lea, pentru a-i propune pacea, dar care a fost refuzată.

## Vezi și
- Atelier monetar roman
- Să nu se facă nicio confuzie cu Cetatea Heraclea, din localitatea Enisala, din județul Tulcea!

## Legături externe
- en  bg  la  Textul inscripției găsită la Rupite[nefuncțională]